# Ferocactus glaucescens
Ferocactus glaucescens är en kaktusväxtart som först beskrevs av Dc., och fick sitt nu gällande namn av Nathaniel Lord Britton och Joseph Nelson Rose. Ferocactus glaucescens ingår i släktet Ferocactus och familjen kaktusväxter. Inga underarter finns listade i Catalogue of Life.

## Bildgalleri

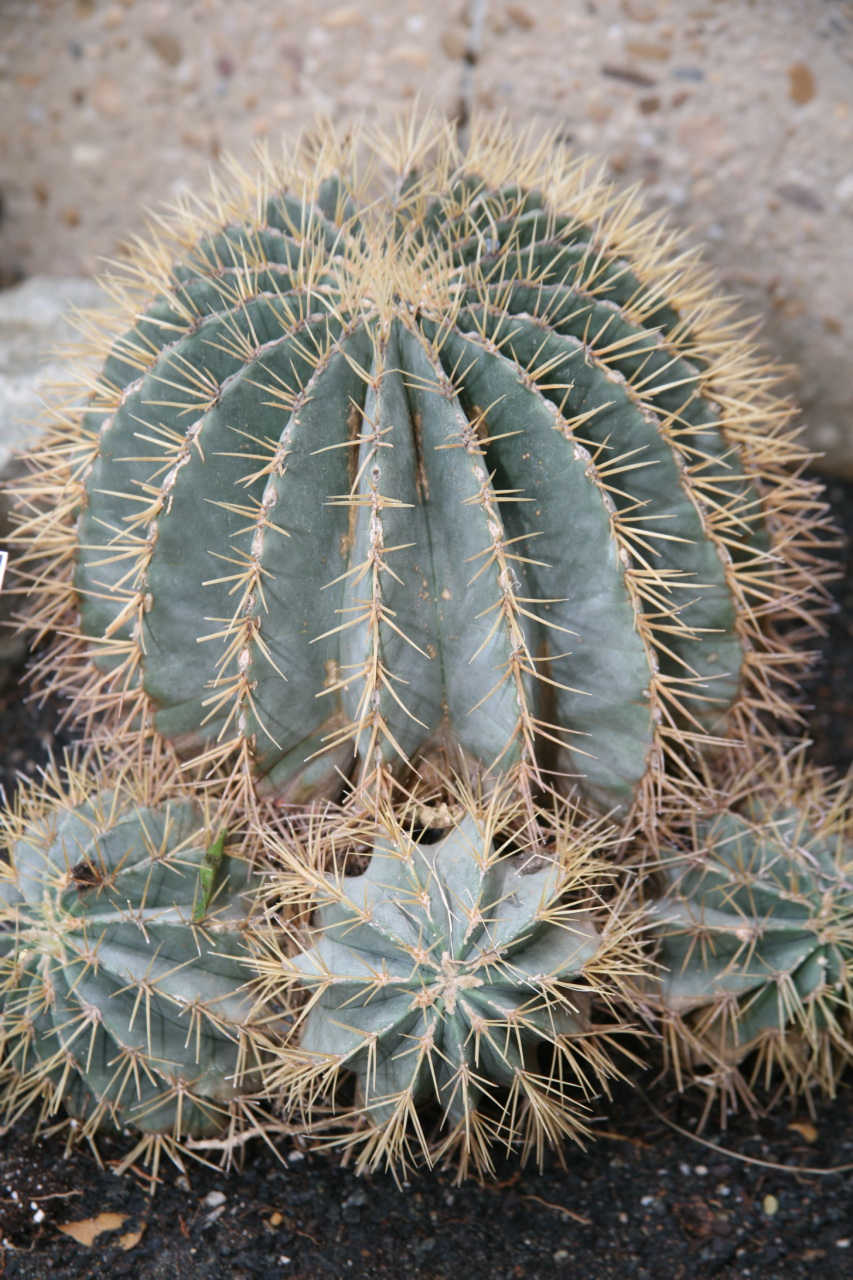
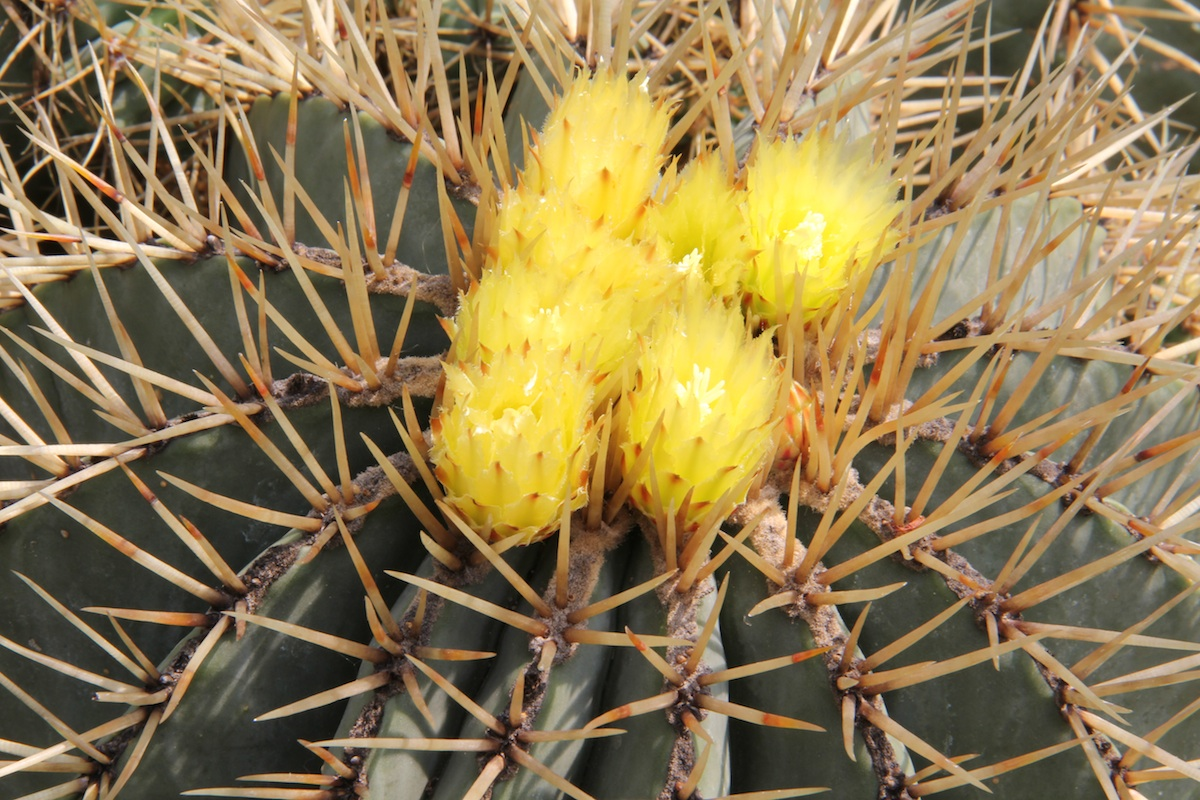
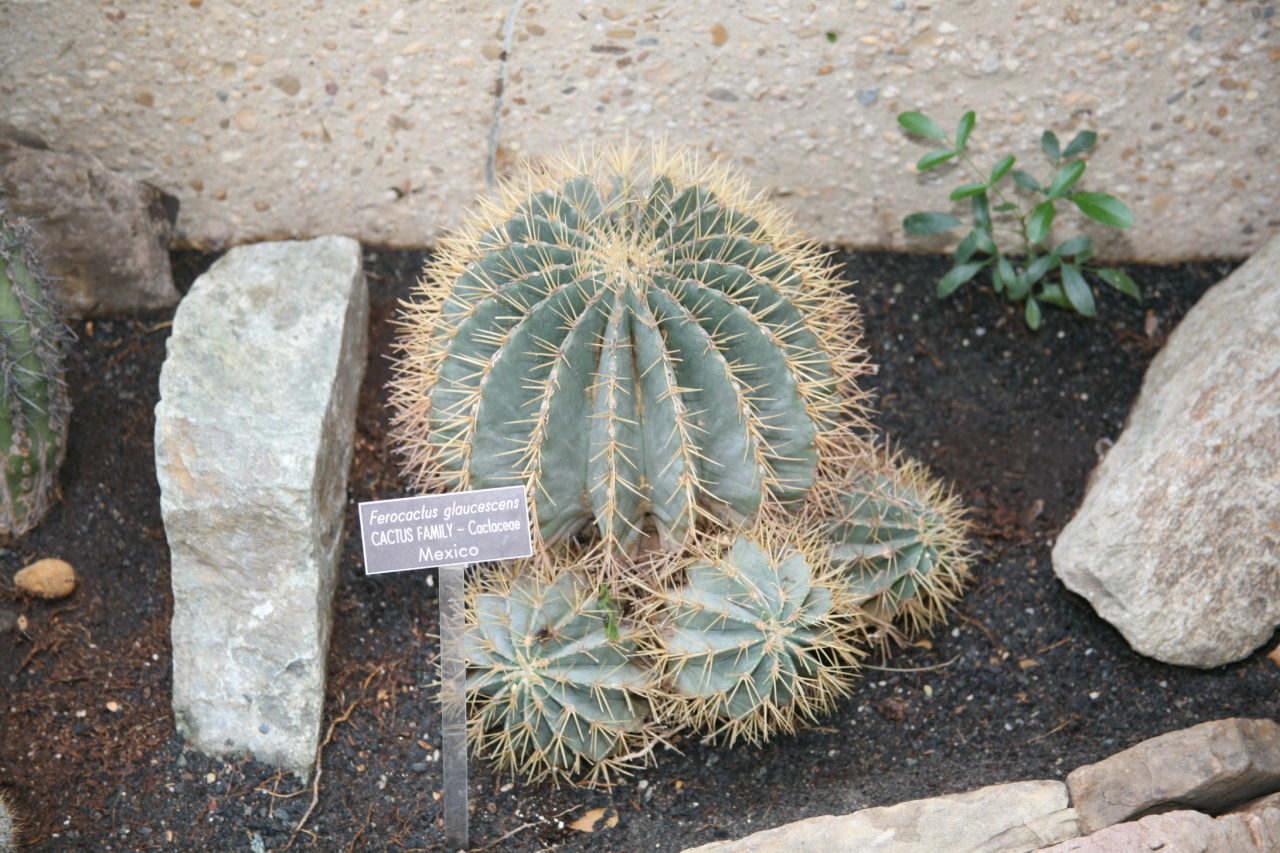
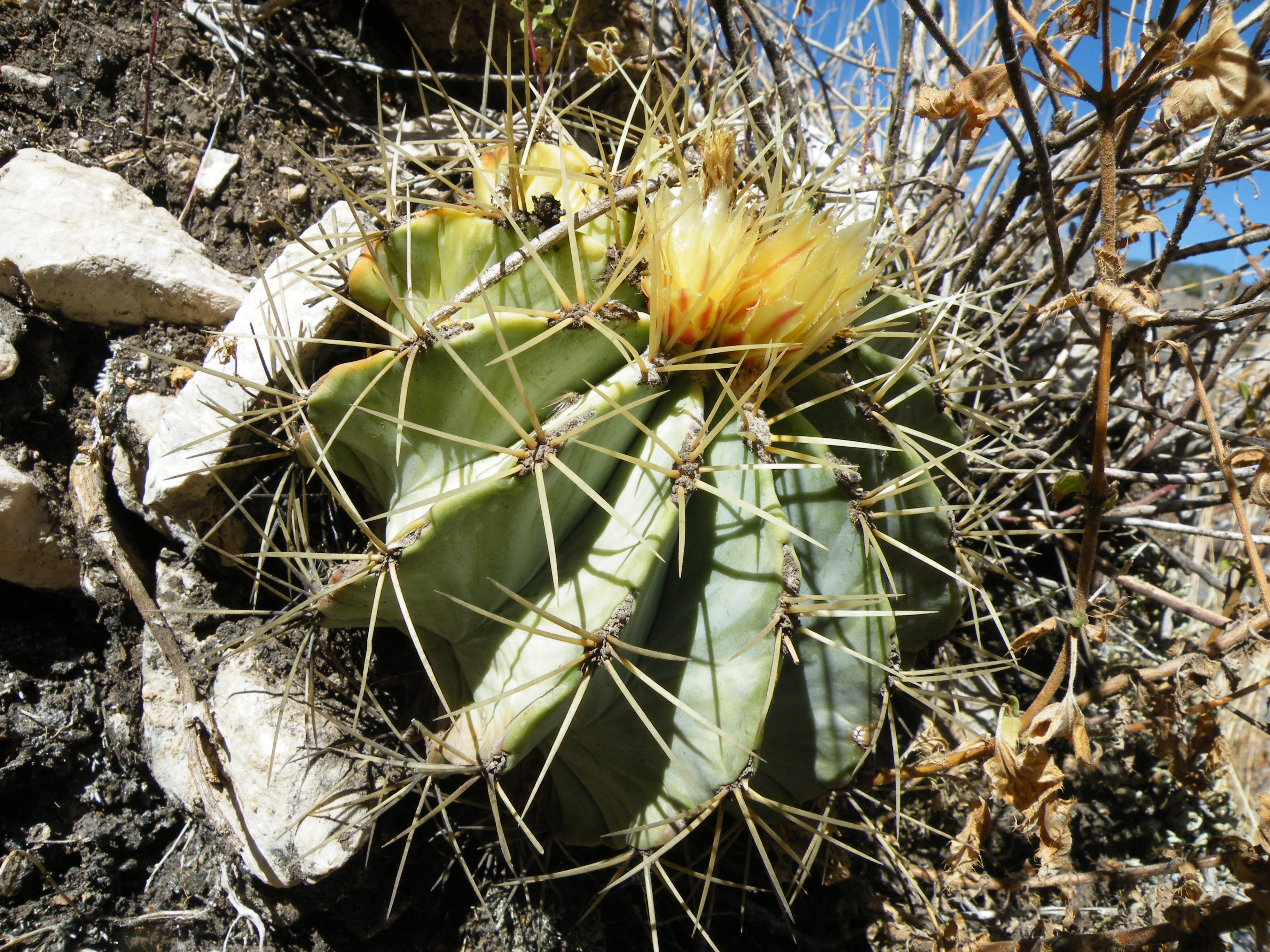
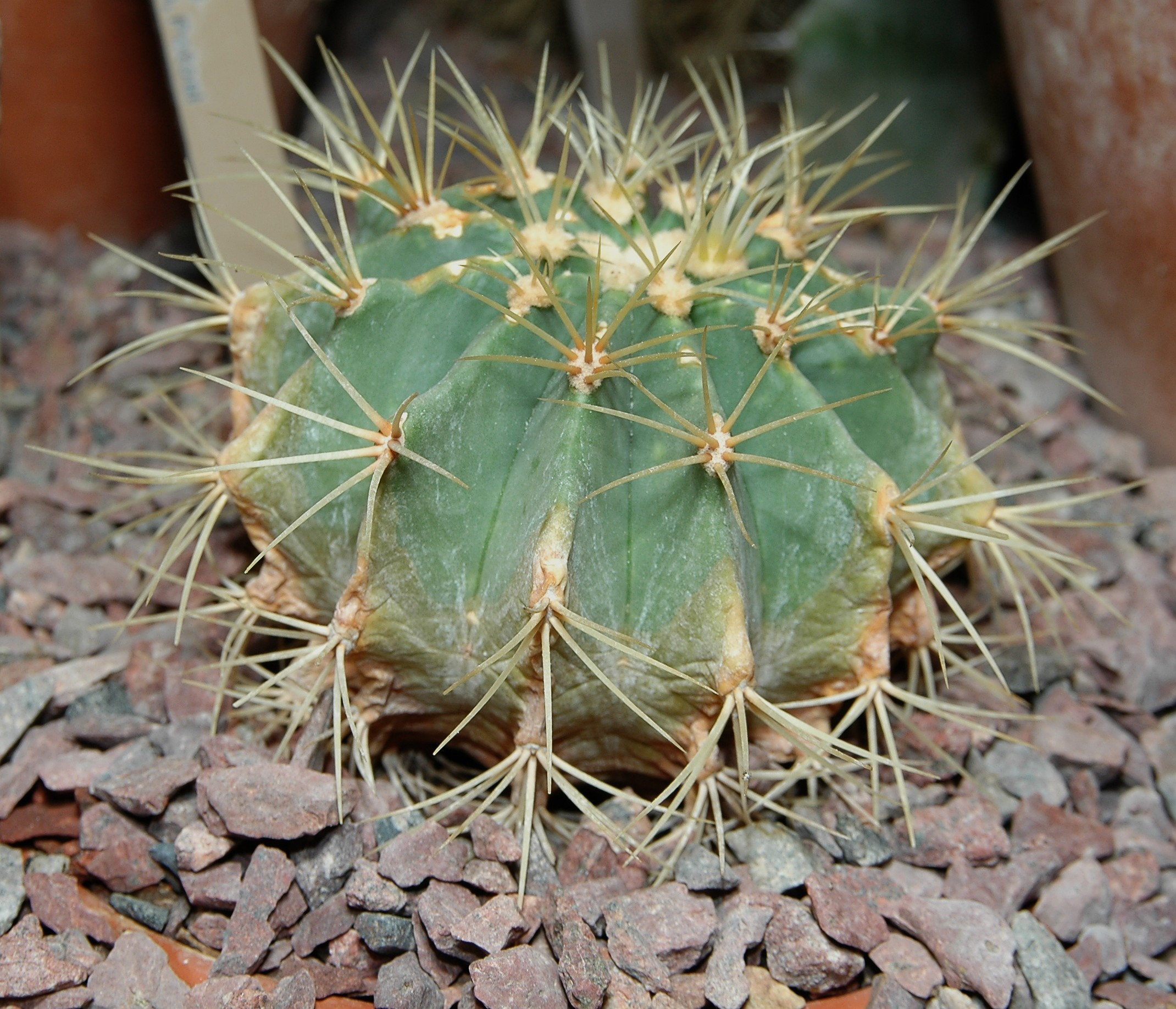
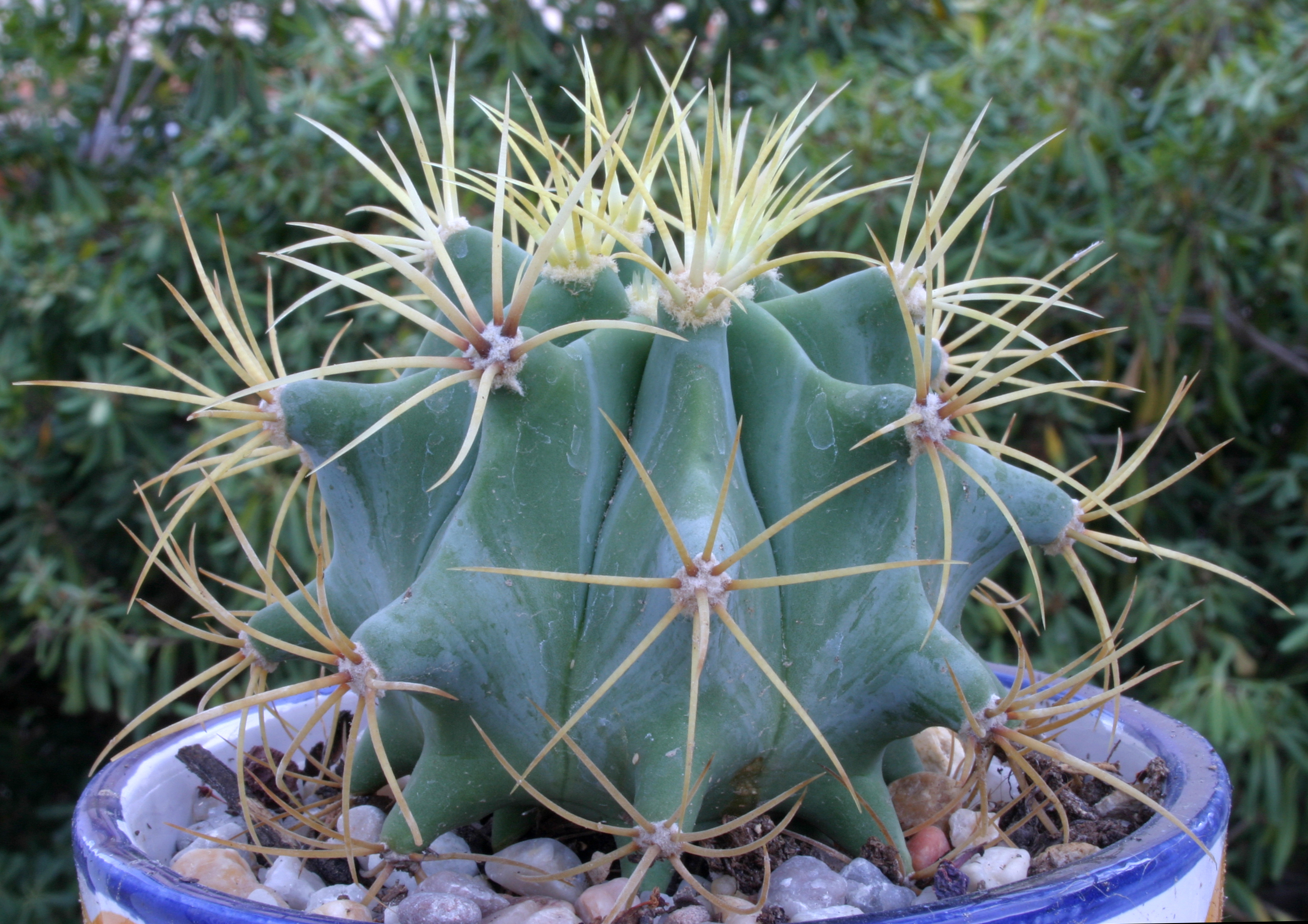
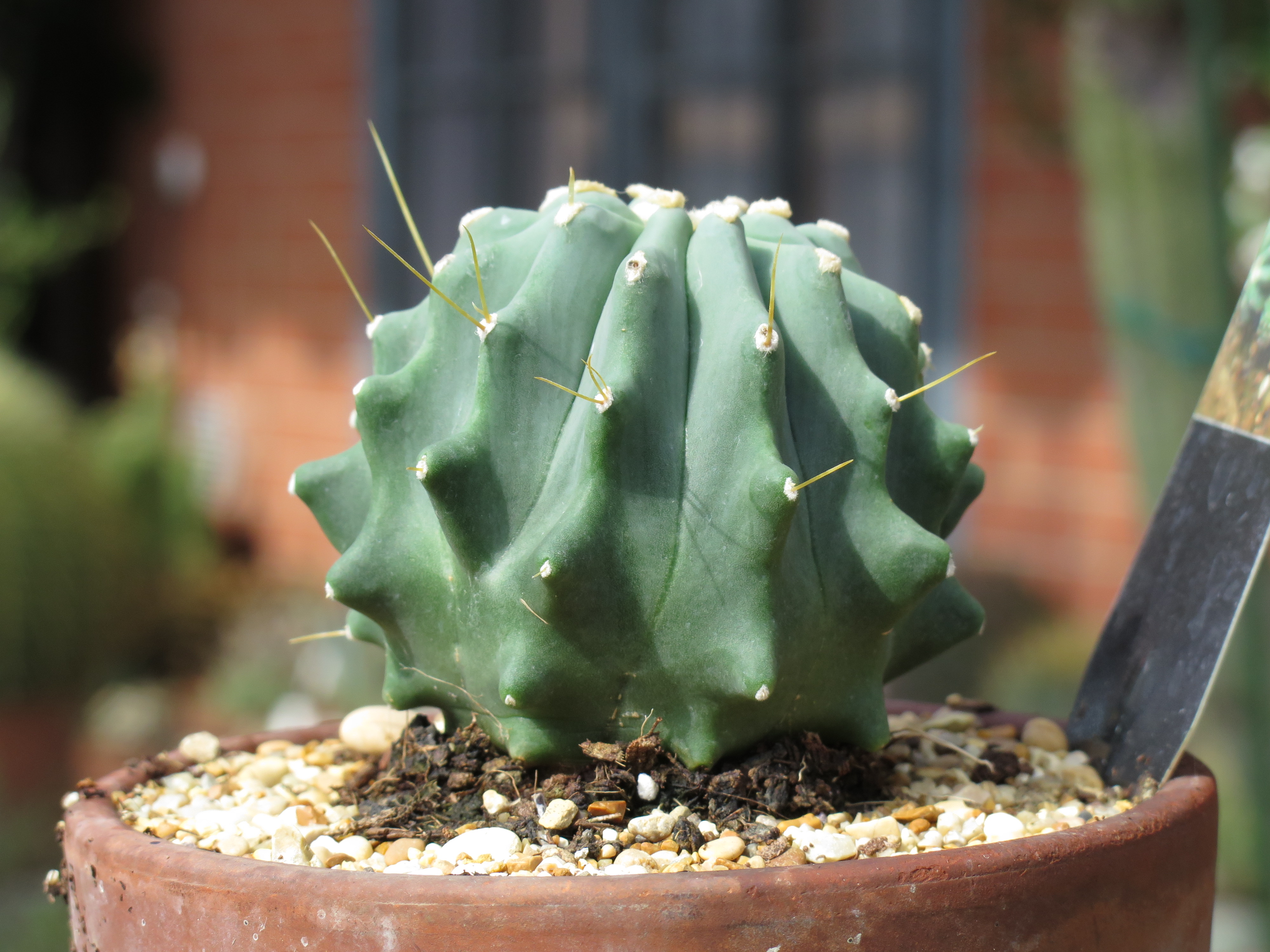
forma nuda (inermis)